# Светислав М. Чантрак
Светислав М. Чантрак (Чачак, 16. март 1947) је редовни професор и шеф Катедре за механику флуида на Машинском факултету у Београду.

## Биографија
Основну школу и Гимназију завршио је у Чачку, а Машински факултет у Београду 1971. Магистрирао је на Машинском факултету у Београду 1977. Докторску дисертацију је одбранио на Машинском факултету Универзитета у Карлсруеу, СР Немачка, 1981.
У својству редовног професора предавао је: Механику флуида, Хидромеханику и Хидраулику и пнеуматику. Механика флуида, Турбуленција, Магнетохидродинамика, Вишефазна и ротирајућа струјања су научно-истраживачке области у којима је постигао значајне резултате.
Објавио је 121 научни рад у међународним и домаћим часописима, 62 стручна рада и 24 књиге.
Члан је неколико научних и стручних организација: GAMM (Gesellschoft für Angewandte Mathematik und Mechanik), EUROMECH (European Mechanics Society), СМЕИТС.